# McFit
McFIT es la mayor cadena de gimnasios de Alemania por número de socios. En toda Europa cuenta con más de 250 centros en Alemania, Austria, Italia y España. McFIT es una marca de RSG Group, con sede en Schlüsselfeld y Berlín.

## Historia
McFIT fue fundada en 1996 por Rainer Schaller. En los años 90 tuvo la idea de abrir un gimnasio en el que la gente pudiera inscribirse con descuentos. El objetivo era poner el fitness al alcance de todos con una cuota mensual reducida. El primer gimnasio McFIT se inauguró en 1997 con el mensaje publicitario "Ahora también en Würzburg", en la ciudad universitaria de Franconia, en una nave industrial reconvertida de unos 700 metros cuadrados. En los años siguientes continuaron las aperturas en la cuenca del Ruhr y Berlín. En 2006, McFIT se convirtió en la mayor cadena de gimnasios de Alemania con casi medio millón de socios. En 2007, además del domicilio social en Schlüsselfeld, se fundó otra sede de la empresa en Berlín, la capital alemana, donde se concentran los departamentos de marketing, relaciones públicas, creación y concepto del negocio. Ese mismo año, McFIT se hizo con el control de su competidor más importante en Alemania, Fit24. En 2008 se inauguró en Múnich el gimnasio número 100 en Alemania, y los hermanos Wladimir y Vitali Klitschko promocionaron McFIT varios años. Con el patrocinio de diversos formatos televisivos y eventos deportivos, McFIT se dio a conocer a un amplio público. 
A partir de 2009, la marca se expandió a Austria, Italia y España. En 2011 McFIT contaba con 1.000.000 de socios en toda Europa. En 2014, el diseñador alemán Michael Michalsky creó un concepto de diseño para los llamados gimnasios "Home of Fitness", que se encuentran en Alemania y Austria y que pretendían hacer que los usuarios recordaran su propio hogar durante el entrenamiento. Aunque el concepto no tuvo continuidad a lo largo de los años, sentó las bases para el posterior desarrollo de la cadena. Michael Michalsky también fue director artístico de McFIT Models, una agencia de modelos deportivos que también pertenece a RSG Group. McFIT Models se describe a sí misma como la mayor agencia de modelos deportivos de Europa y recluta a sus modelos, en gran medida, de entre los socios de sus gimnasios.
Debido a la diversificación del modelo de negocio y a la orientación internacional, McFIT GmbH pasó a denominarse McFIT Global Group en 2016 y se transformó así simultáneamente en una marca paraguas. Otras marcas como High5 (2015) y John Reed Fitness (2016) se añadieron y se situaron bajo el grupo. Más adelante, McFIT Global Group evolucionó hasta convertirse en RSG Group en 2019. En la actualidad, McFIT cuenta con 18 marcas hermanas en el grupo.
En España, McFIT abrió su primer gimnasio en 2009 en Palma de Mallorca. Actualmente cuenta con 41 centros deportivos en toda España, estando presente en casi todas las comunidades autónomas del país. Durante los últimos años, la marca ha contado con diversas celebridades para realizar diferentes acciones, como la inauguración de McFIT Madrid Nuevos Ministerios, que contó con la presencia de Cristina Pedroche, o los McFIT Awards, una gala que fue presentada por David Broncano y a la que acudieron diferentes personalidades relacionadas con el deporte, como Enrique Cerezo, Cristian Toro, Theresa Zabell o Crys Diaz.

## Historia del logotipo
El primer gimnasio abrió en 1997 con un plátano en el logotipo y las palabras "El gimnasio para todos". Con el paso de los años, sólo se mantuvo la banderola con el nombre de la marca. El esquema de color siempre fue el amarillo de las letras McFIT sobre un fondo azul brillante. Más tarde se añadió al logotipo el mensaje publicitario "Simplemente en forma". En 2013, hubo una revisión de todo el diseño que sigue vigente hoy en día: se recuperó el plátano original, pero se desarrolló más y se sustituyó por un lazo curvado amarillo sobre fondo antracita. Debajo del lazo se encuentra la inscripción McFIT en blanco. La combinación de colores adaptada hace que el logotipo resulte más discreto en su conjunto. El mensaje publicitario "Simplemente en forma" (en alemán: "Einfach gut aussehen") se mantuvo bajo el nombre de la marca.

## Concepto
Los gimnasios McFIT están equipados con varias máquinas orientadas a entrenamientos de resistencia y fuerza. Además, hay un gran número de máquinas para que muchas personas puedan entrenar a la vez. Entre ellas se encuentran, por ejemplo, la prensa de piernas y pectoral, pero también cintas de correr, elípticas, steppers y máquinas de remo. Mientras que los gimnasios clásicos de los años 90 eran utilizados sobre todo por culturistas y atletas —lo que a menudo les daba una dudosa reputación social—, Rainer Schaller, al desarrollar su concepto, dio importancia a hacer accesible el fitness a todo el mundo y a mejorar la reputación del sector. La idea básica de Rainer Schaller era mantener la oferta lo más transparente y sencilla posible y centrarse exclusivamente en el equipamiento de entrenamiento. En contra de la tendencia al bienestar que surgió en el sector del fitness en los años 90, en todos los gimnasios se omitieron deliberadamente otros servicios como salas de clases, piscinas o saunas. Al principio, el uso de las duchas también había que pagarlo aparte.
Otra novedad en Alemania en aquella época eran los horarios de apertura de 24 horas los 365 días del año, que ofrecía a los socios la mayor flexibilidad posible para acudir al gimnasio. Con el paso de los años, el concepto McFIT ha evolucionado. Entretanto, los gimnasios cuentan también con zonas de entrenamiento específicas, salas de clases y zonas para fitness funcional. La cuota mensual de socio incluye el acceso a todas las zonas, así como las duchas y las clases. Los socios pueden llevar sus propias bebidas. Con la mayoría de los contratos se puede entrenar en todos los gimnasios McFIT de Europa. La mayoría de los clubes de Alemania y Austria permanecen abiertos 24 horas al día, 365 días al año.

## Organización
La empresa pertenece al grupo RSG. Los directores del grupo RSG son Hagen Wingertszahn y Jobst Müller-Trimbusch. El fundador de la empresa, que en 2020 lograra una facturación de aproximadamente más que 350 millones de Euros, es Rainer Schaller. El logo de empresa de McFIT es una banda estilizada con la inscripción McFIT y la leyenda „Simplemente verse bien“ (en alemán: „Einfach gut aussehen)“.

## Miscelánea
Luego de la tragedia del Love Parade de 2010 se iniciaron campañas de boicot a McFit a través de la plataforma de vídeos Youtube, del servicio de noticias cortas Twitter y en los grupos de las redes sociales como Facebook.